# Liste des souverains de Thuringe

Blason du Thuringe.

Pour les articles homonymes, voir Thuringe (homonymie).

## Royaume de Thuringe
- 450-500 : Basin et Basin II
- 500-530 : Badéric (en)
- 500-530 : Berthaire
- 500-531 : Hermanfred

Conquis par les Francs.

## Duché de Thuringe

### Mérovingiens
- 632-642 : Radulf I
- 642-687 : Hedan Ier (ru)
- 687-689 : Gozbert de Thuringe
- 689-719 : Hedan II (en)

### Carolingiens
- 849-873 : Thachulf (en)
- 874-880 : Radulf II
- 880-892 : Poppon
- 892-892 : Conrad
- 892-908 : Burchard

Le Duché de Thuringe est absorbé par le duché de Saxe en 908.

## Comté de Thuringe
- 1039-1080 : Louis le Barbu
- 1080-1123 : Louis le Sauteur
- 1123-1131 : Louis Ier de Thuringe

## Landgraviat de Thuringe

### Dynastie de Winzenbourg
- 1111/1112–1130 Hermann Ier de Radelberg-Winzenbourg

### Dynastie des Ludowinges
- 1131-1140 : Louis Ier
- 1140-1172 : Louis II de Fer
- 1172-1190 : Louis III le Pieux
- 1190-1217 : Hermann Ier
- 1217-1227 : Louis IV le Saint
- 1227-1241 : Hermann II
- 1241-1247 : Henri Ier Raspe

### Maison de Wettin
- 1247-1265 : Henri II l'Illustre
- 1265-1294 : Albert Ier le Dégénéré

### Maison de Nassau
- 1294-1298 : Adolphe

### Maison de Wettin
- 1298-1307 : Thierry
- 1307-1323 : Frédéric Ier le Mordu
- 1323-1349 : Frédéric II le Sérieux
- 1349-1381 : Frédéric III le Sévère
- 1349-1382 : Guillaume Ier le Borgne
- 1349-1406 : Balthazar
- 1406-1440 : Frédéric IV  le Pacifique
- 1440-1445 : Frédéric V le Bon
- 1445-1482 : Guillaume II de Thuringe
- 1482-1485 : Albert III

La maison de Wettin se divisa en deux branches en 1485 quand les fils de Frédéric V, se partagèrent l'héritage : Ernest (branche ernestine) et Albert III (branche albertine).

### Branche ernestinede laMaison de Wettin
- 1482-1486 : Ernest
- 1486-1525 : Frédéric VI le Sage
- 1525-1532 : Jean Ier le Constant
- 1532-1547 : Jean-Frédéric Ier le Magnanime

Après la guerre de Smalkalde et la bataille de Muehlberg le 20 avril 1547, la branche ernestine perd la dignité électorale en faveur du duc Maurice de Saxe, issu de la ligne albertine, et toutes les domaines à l'est de l'Elster blanche. Revenu de captivité, Jean-Frédéric portait seulement le titre de « duc de Saxe » résidant à Weimar.
- 1547-1554 : Jean-Frédéric Ier
  - 1541-1553 : Jean-Ernest
- 1554-1566 : Jean-Frédéric II
- 1566-1572 : Jean-Guillaume

À partir de 1572, l'ancien landgraviat de Thuringe se subdivisa en de multiples micro-États en raison de la tradition saxonne de partager l'héritage entre les héritiers masculins : on appelle ces États les duchés saxons.